# Noche de chicas
Noche de chicas es una miniserie de televisión por internet de suspenso producida por Noche de Chicas AIE para la plataforma de streaming de TelevisaUnivision, Vix. La serie es una historia original creada por Javier Naya y Sergio Cánovas que sigue la historia de un grupo de amigas que se vengan de los abusadores sexuales. Se lanzó a través de Vix el 24 de febrero de 2023.
Está protagonizada por Aislinn Derbez, María León, Leticia Dolera, Silvia Alonso y Paula Usero.

## Reparto

### Principales
- Aislinn Derbez como Tess
  - Perla Cerezo interpretó a Tess de joven
- María León como Lola
  - Veki Velilla interpretó a Lola de joven
- Leticia Dolera como Elena Monteolivo
  - Lucía Alonso interpretó a Elena de joven
- Silvia Alonso como Laura Soto
  - Lucía de la Fuente interpretó a Laura de joven
- Paula Usero como Kira Monteolivo
  - Zöe Millán interpretó a Kira de joven

### Recurrentes e invitados especiales
- César Mateo como Carlos
- Mateo Franco como Diego
- Íñigo Galiano como Luis
- María Martínez como Sophie
- Elena Martín como Matilde
- José Antonio-López Vilariño como el Agente Soto
- Raúl Rivera como Agente Navarro
- Rubén de Eguía como Mario
- Jorge Silvestre como Dani
- Juan Carlos Martín como el Juez Osvaldo Segarra

## Episodios
| N.º | Título                                           | Fecha de lanzamiento original |
| --- | ------------------------------------------------ | ----------------------------- |
| 1 | «Lo que pasa en el pueblo se queda en el pueblo» | 24 de febrero de 2023         |
| Tess, Laura, Elena y Kira descubren que su amiga de la adolescencia, Lola, tiene secuestrados a los violadores de La Peña, los tres hombres que no fueron condenados después de agredir sexualmente a una menor. Denunciar o tomar la justicia por su mano.    |                                                  |                               |
| 2 | «Enemigo a las puertas»                          | 24 de febrero de 2023         |
| Uno de los violadores se ha liberado y ha llegado a casa de las chicas. Lola revela a sus amigas la verdadera razón por la que ha secuestrado a los de La Peña, pero antes de que puedan reaccionar, llega la Guardia Civil. Tess amenaza con entregar a Lola. |                                                  |                               |
| 3 | «Hay que pasar por el taller»                    | 24 de febrero de 2023         |
| Las cuatro amigas deciden dejar que Lola se vengue de los violadores de su hija sin delatarla. Kira no piensa igual y va a escondidas a ayudar a su amiga. Cuando el resto intenta impedirlo, descubren que uno de los violadores está dispuesto a hablar.     |                                                  |                               |
| 4 | «Al calor de un buen fuego»                      | 24 de febrero de 2023         |
| Elena y Laura recogen a Kira, que se ha quedado en shock tras revivir el episodio que le dejó sin habla cuando era niña. Por su parte, Lola y Tess no han podido evitar que uno de los violadores, mate al que estaba dispuesto a confesar.                    |                                                  |                               |
| 5 | «Que se le van las vitaminas»                    | 24 de febrero de 2023         |
| Una vez que se han librado de Mario, Elena, Tess y Lola vuelven a la casa y se encuentran con una sorpresa: en medio del salón está el cuerpo sin vida de Carlos. El violador estuvo a punto de ahogar a Kira y Laura lo mató en defensa propia.               |                                                  |                               |
| 6 | «¿Ahora qué hacemos?»                            | 24 de febrero de 2023         |
| El violador que quedaba con vida bebe el agua con veneno. Con tres cadáveres , sin ninguna coartada y el juez detrás de ellas. Las chicas deciden aprovechar que todo el pueblo mira la final del mundial para deshacerse de los cuerpos sin dejar rastro.     |                                                  |                               |